# El Bulli

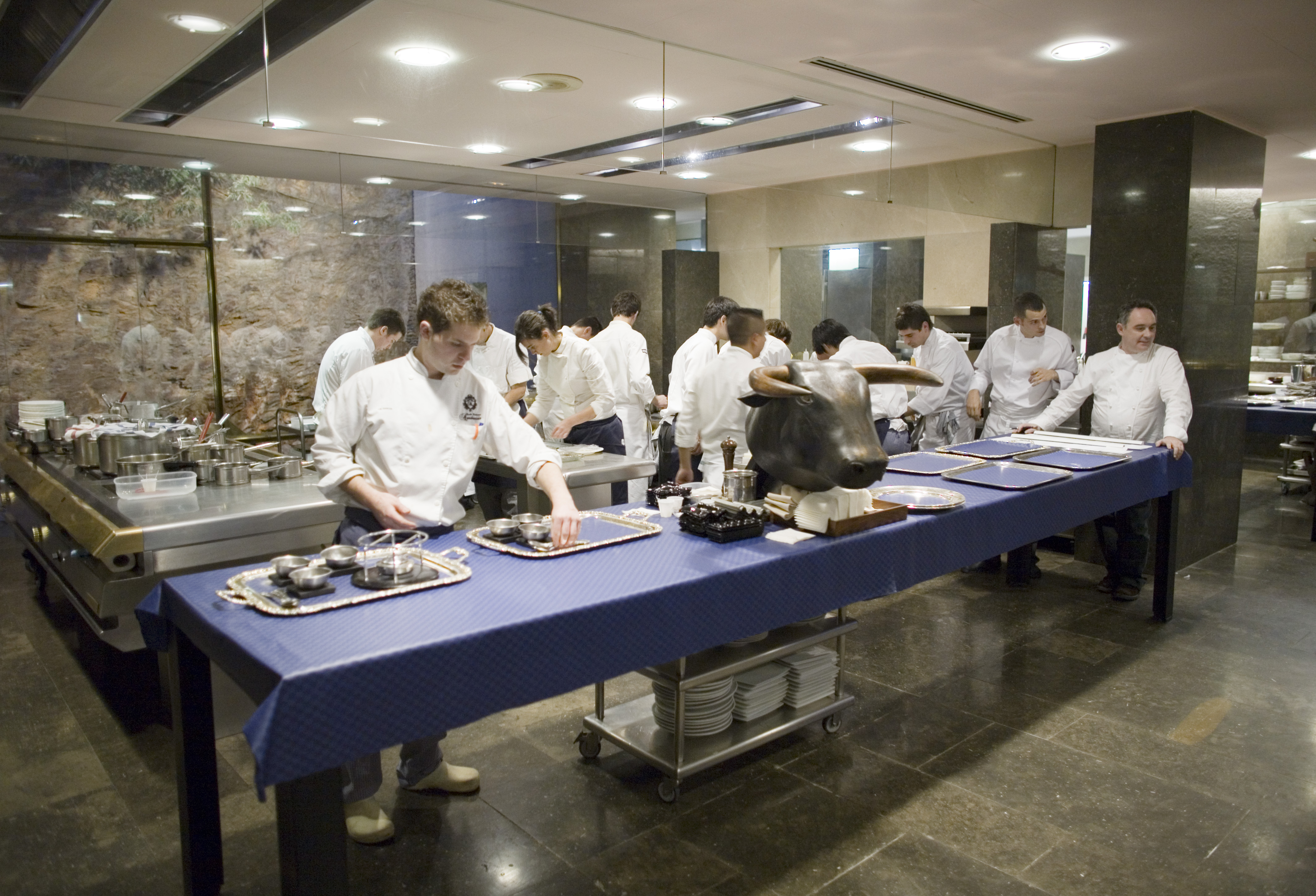
Az El Bulli konyhája

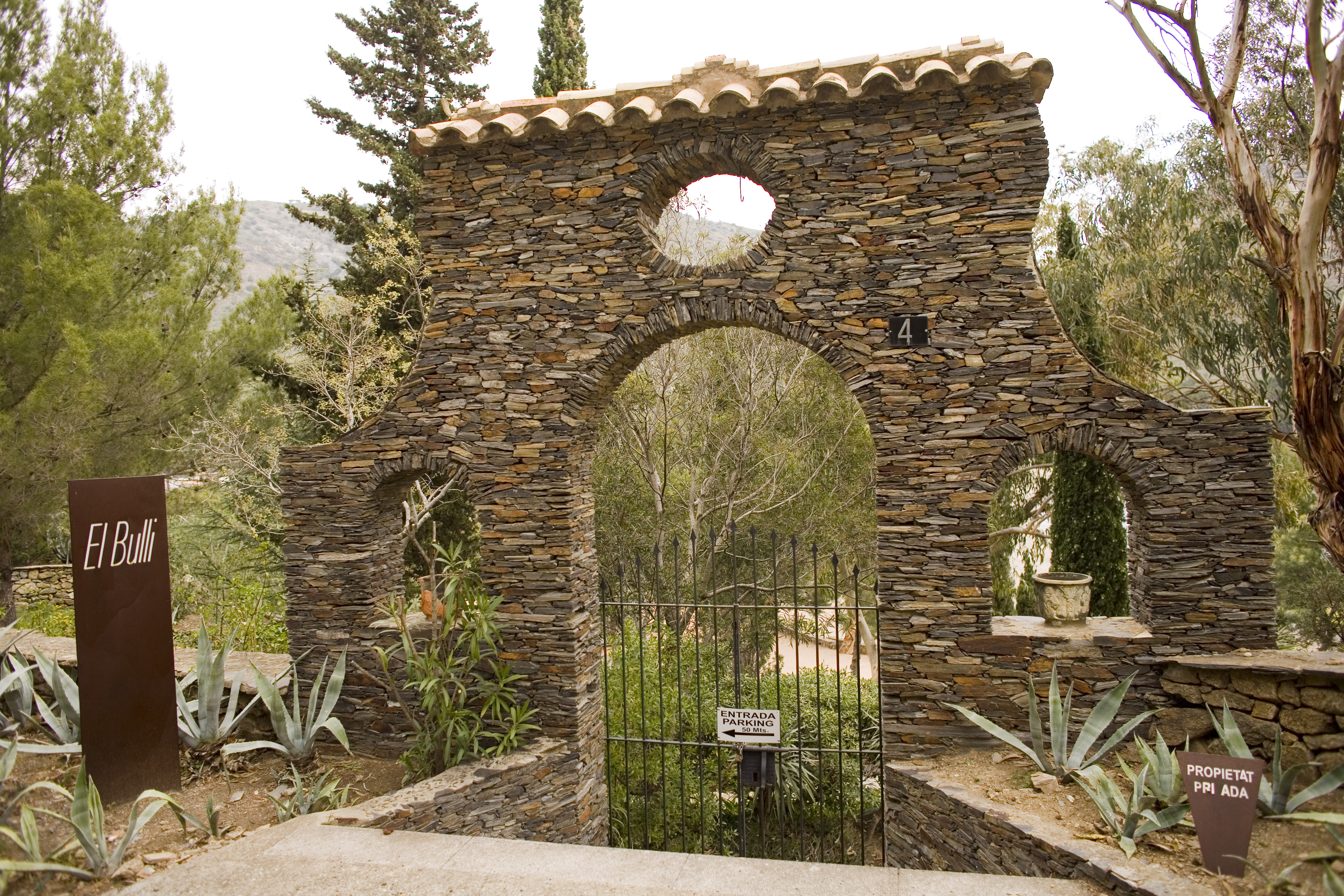
A bejárat

Az El Bulli egy három Michelin-csillagos étterem volt Spanyolországban, Roses városban. A főszakács és a társtulajdonos Ferran Adrià a molekuláris gasztronómia apostola. Az étterem áprilistól októberig tartott nyitva, ez idő alatt mindössze nyolcezer vendég térhetett be a tengerparti vendéglátó helyre, a körülbelül háromszázezer érdeklődő közül. Az étteremben csak este 7 és éjfél között lehetett fogyasztani, ami még inkább megnehezítette a helyfoglalást. Az étterem 2011. július 30-án végleg bezárt. A tervek szerint a helyén 2014-ben egy kulináris kulturális központ nyitja meg kapuit.

## Publikációk
- El Bulli 1983-1993 (with Juli Soler and Albert Adrià), 2004. w/CD-ROM.
- El Bulli: el sabor del Mediterráneo (with Juli Soler), 1993. ISBN 84-7596-415-X
- Los secretos de El Bulli 1997. Altaya. ISBN 84-487-1000-2
- El Bulli 1994-1997 (with Juli Soler and Albert Adrià), 2003. w/CD-ROM. Rba Libros, 2005. ISBN 978-8478710782
- Cocinar en 10 minutos con Ferran Adrià (with Josep M. Pinto), 1998.  ISBN 84-605-7628-0
- Celebrar el milenio con Arzak y Adrià (with Juan Mari Arzak), 1999. ISBN 84-8307-246-7
- El Bulli 1998-2002 (with Juli Soler and Albert Adrià), Conran Octopus, 2003. w/CD-ROM. ISBN 1-84091-346-0; Ecco, 2005. ISBN 0-06-081757-7
- El Bulli 2003-2004 (with Juli Soler and Albert Adrià), Ecco, 2006. ISBN 0-06-114668-4
- El Bulli 2005 (with Juli Soler and Albert Adrià), 2006. w/CD-ROM. Rba Libros. ISBN 978-8478716074
- A Day At El Bulli 2007 (with Juli Soler and Albert Adrià), 2008. ISBN 978-84-7901-741-5
- FOOD for thought THOUGHT for food (El Bulli y Ferran Adrià), 2009 Actar Editorial. ISBN 978-84-96954-68-7
- Modern Gastronomy A to Z: A Scientific and Gastronomic Lexicon (Alicia Foundation, elBullitaller), 2010. CRC Press. ISBN 978-1439812457